# Flughafen Leipzig/Halle

i7
i11
i13

Übersichtsplan des Flughafens

Der Flughafen Leipzig/Halle (IATA-Code: LEJ, ICAO-Code: EDDP), auch Flughafen Schkeuditz genannt und seit Ende 2008 mit dem Ziel einer besseren weltweiten Vermarktung nur noch als Leipzig/Halle Airport firmierend, liegt zwischen den Großstädten Leipzig und Halle (Saale) auf dem Gebiet der Stadt Schkeuditz in Sachsen im Ballungsraum Leipzig-Halle. Der Flughafen wurde am 18. April 1927 unter dem Namen Flughafen Halle/Leipzig in Betrieb genommen.
Der Flughafen hat vor allem im Bereich des Luftfrachtverkehrs internationale Bedeutung. Gemessen an der Zahl der Passagiere lag der Flughafen im Jahr 2020 auf Platz 13 in Deutschland. Im Frachtbereich belegte er im Jahr 2021 in Deutschland den zweiten Platz nach Frankfurt und in Europa den vierten Platz. Weltweit lag er 2020 auf dem 20. Platz. Der Flughafen ist die Heimatbasis der Frachtfluggesellschaften Aerologic und des DHL Hub Leipzig samt European Air Transport Leipzig. Außerdem ist er Heimatflughafen des Dachverbands für DHL-Frachtfluggesellschaften DHL Aviation.
Während das Luftfrachtgeschäft mit weitreichenden staatlichen Zuschüssen ausgebaut wurde, stagnieren die Fluggastzahlen im Passagierverkehr seit Mitte der 1990er Jahre. Betreibergesellschaft ist die Mitteldeutsche Flughafen AG.

## Lage und Verkehrsanbindung

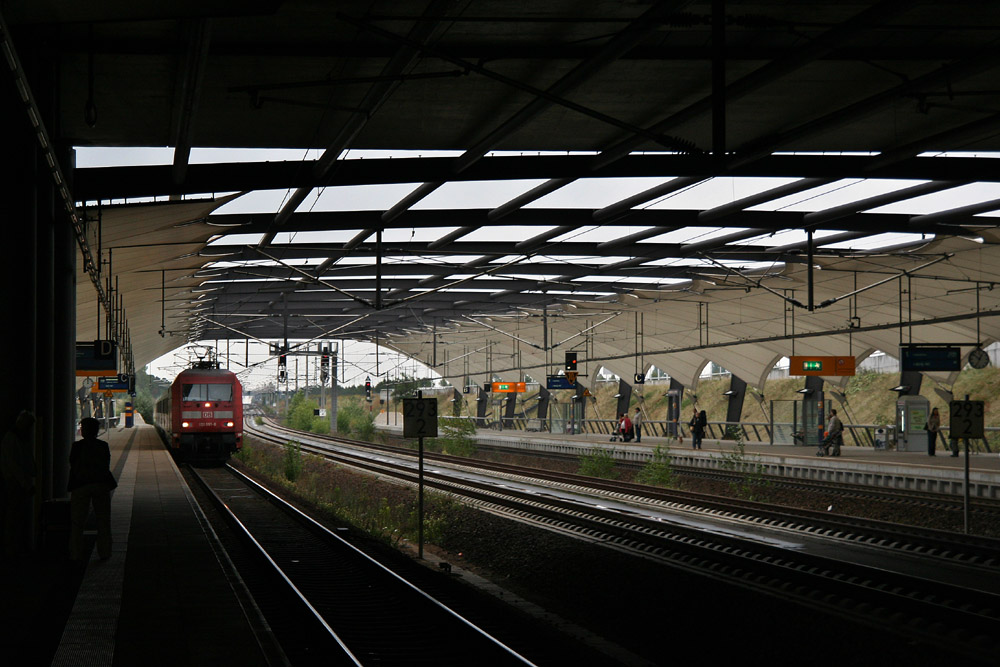
Ein InterCity fährt, aus Leipzig Hauptbahnhof kommend, in den Bahnhof Flughafen Leipzig/Halle ein

Der Flughafen Leipzig/Halle befindet sich 16 Kilometer nordwestlich von Leipzig sowie 22 Kilometer südöstlich von Halle (Saale) rings um die Ortslage Kursdorf am Schkeuditzer Kreuz auf Grundstücksflächen der Stadt Schkeuditz im Landkreis Nordsachsen an der Grenze zu Sachsen-Anhalt. Er ist an die Autobahnen A 14 und A 9 angebunden. Die den Flughafen tangierenden Teilstücke der A 14 sowie A 9 sind Glieder des großen mitteldeutschen Autobahnringes (Mitteldeutsche Schleife). Des Weiteren führt die Bundesstraße 6 direkt am Flughafen vorbei.
Der Flughafen verfügt über einen Flughafenbahnhof an der Neubaustrecke Erfurt–Leipzig/Halle, die in drei Stufen zwischen Dezember 2002 und Dezember 2015 in Betrieb genommen wurde.
Mit Fertigstellung des Leipziger City-Tunnels im Dezember 2013 wurde der Bahnhof in das Netz der S-Bahn Mitteldeutschland integriert. Die S-Bahn-Linie S5 und die Express-S-Bahn S5X Zwickau Hbf – Altenburg – Leipzig Hbf – Flughafen Leipzig/Halle – Halle (Saale) Hbf verkehren täglich von 4:00 Uhr bis 1:00 Uhr abwechselnd im Abstand von 30 Minuten.
Der Flughafen Leipzig/Halle gehört dem Verbundgebiet des Mitteldeutschen Verkehrsverbundes (MDV) an und liegt in dessen Tarifzone 163.
Im Fernverkehr ist der Flughafen durch die Intercity-Linie 55 an die Städte Halle (Saale) und Leipzig angeschlossen. Von Februar bis Anfang Dezember 2016 wurde der Flughafen Leipzig/Halle jedoch nicht von Intercity-Zügen bedient. Damit wollte die Deutsche Bahn ihre Pünktlichkeit und Zuverlässigkeit rund um die Verkehrsknotenpunkte Magdeburg, Halle und Leipzig verbessern. Seit dem 11. Dezember 2016 halten wieder planmäßig Intercity-Züge am Flughafen Leipzig/Halle. Seit dem Fahrplanwechsel 2017 ist der Flughafenbahnhof nicht mehr an das ICE-Netz angebunden, es verkehrten nur noch ICs. Aktuell (Fahrplan 2024) verkehrt täglich ein ICE-Paar auf der Relation Dresden-Stuttgart via Hannover und Köln.
Die Buslinie 207 verkehrt montags bis freitags im Tagesverkehr stündlich und sorgt für eine Direktverbindung zwischen der Stadt Schkeuditz und dem Flughafen.
Seit dem 15. Juli 2024 verbinden die Leipziger Verkehrsbetrieben den Flughafen mit der Nachtbuslinie NXL außerhalb der Betriebszeiten der S-Bahn-Linien S5/S5X mit dem Leipziger Norden und dem Leipziger Hauptbahnhof.
Des Weiteren fahren diverse Fernbuslinien den Flughafen an und verbinden ihn mit Zielen in ganz Deutschland.
In Zusammenarbeit mit lokalen Transportunternehmen betreibt der Flughafen Leipzig/Halle zudem einen „Airport-Shuttle“ (d. h. eine Buslinie), der Fahrgäste rund um die Uhr und in einem Radius von 45 Kilometern rund um den Flughafen befördert.
Im Juni 2025 wurde am Flughafen Leipzig/Halle der erste Schnellladepark in Kooperation zwischen der EnBW und der Mitteldeutschen Flughafen AG eröffnet. Der Schnellladepark verfügt über acht High Power Charging (HPC) Ladepunkte mit einer Leistung von bis zu 400 Kilowatt und wird mit 100 Prozent Ökostrom betrieben. Die Ladepunkte befinden sich direkt vor dem Zentralterminal und sind gut an die Autobahnen A9 und A14 angebunden.

## Geschichte

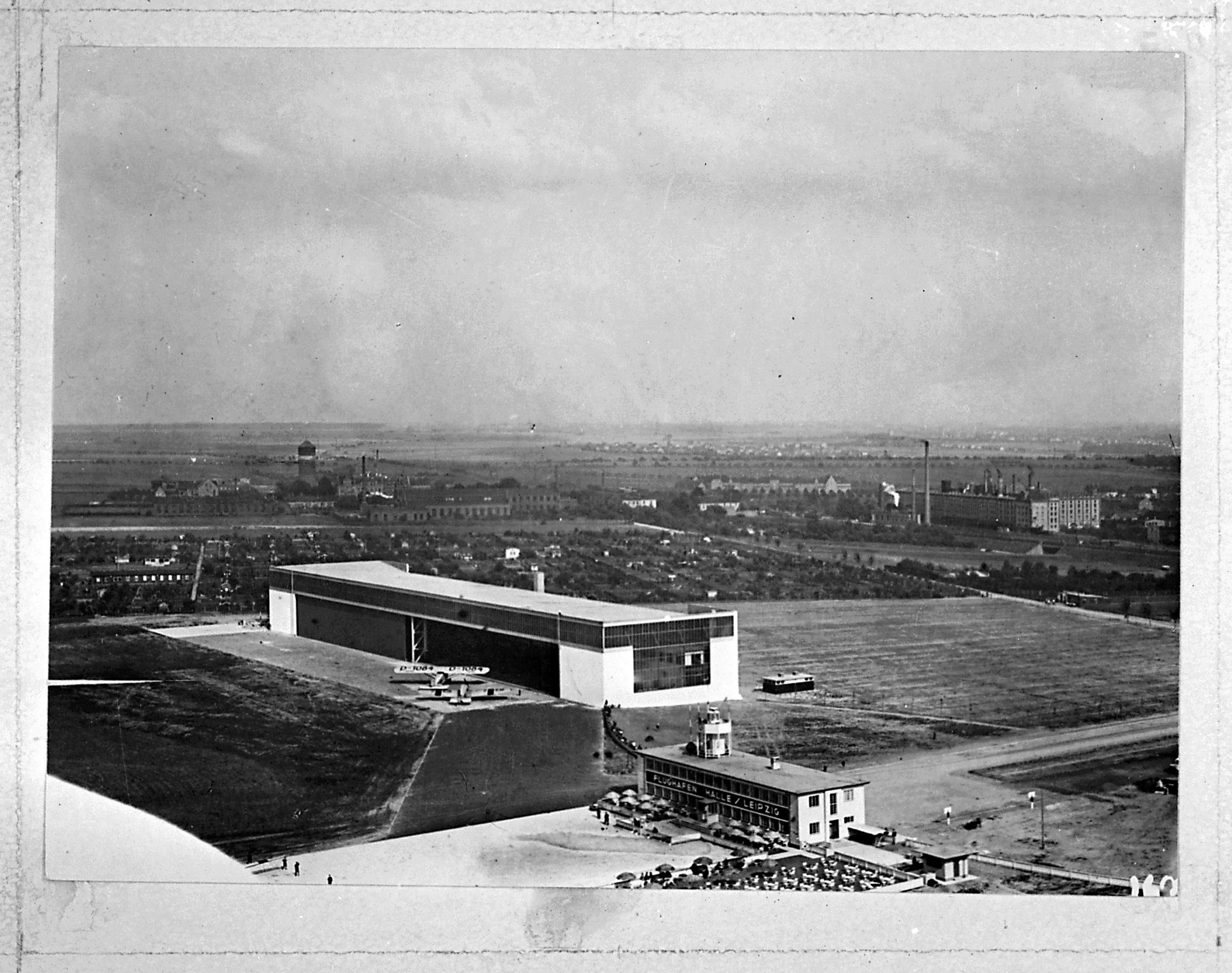
Der Flughafen Halle-Leipzig im Mai 1929

### Vorgeschichte
Die ersten Luftfahrtereignisse in der Region fanden am 21. Februar 1784 in Leipzig sowie am 29. September 1845 in Halle statt, als dort jeweils ein Heißluftballon abhob. Der zivile Luftverkehr begann erst im 20. Jahrhundert, als 1909 erstmals Luftschiffe Leipzig besuchten. 1911 wurde in Lindenthal ein erster zivil genutzter Flugplatz eröffnet, wo auch eine Flugschule angesiedelt war. Die Deutschen Flugzeug-Werke besaßen dort drei Hangars, die bis zum Ersten Weltkrieg zum Flugzeugbau genutzt wurden. 1913 errichtete die Stadt Leipzig mit dem Flughafen Leipzig-Mockau einen weiteren Flugplatz, auf dem unter anderem auch eine 160 Meter lange Luftschiffhalle für bis zu drei Luftschiffe sowie Deutschlands erstes Flughafenhotel zu finden waren. Während des Ersten Weltkriegs wurde in Mötzlich, nördlich von Halle, einer der seinerzeit größten deutschen Militärflugplätze eröffnet. Mit dem Flugplatz Halle-Nietleben wurde 1925 der erste wirkliche zivile Flugplatz eröffnet.

### Planung, Bau und Betriebsaufnahme
Bereits kurz nach der Eröffnung des Flugplatzes in Nietleben wurde klar, dass der Flugplatz für die plötzlich rasant steigenden Flugbewegungen nicht ausreichend war. Das Reichsverkehrsministerium strebte zur selben Zeit eine neue Gliederung des mitteldeutschen Luftraums an. Daraus entwickelte sich die Idee, einen Flughafen gemeinsam für den Ballungsraum Leipzig-Halle in der Mitte zwischen beiden Städten zu bauen. Trotz großen Widerstands, vor allem aus Leipzig, setzte sich diese Idee schließlich durch. Die Stadt Halle kaufte im Jahr 1926 durch Beschluss des Magistrats 400 Morgen geeigneter Landfläche nahe der damals preußischen Ortschaft Schkeuditz zum Preis von zwei Millionen Reichsmark, um das damalige Projekt Flughafen Halle/Leipzig zusammen mit der Stadt Leipzig voranbringen zu können. Die Planung der Hochbauten des Flughafens wurde von Paul Thiersch geleitet. Der in dieser Zeit moderne kreisrunde Flugplatz sorgte dafür, dass man je nach Windrichtung ideal starten und landen konnte. Der erste Spatenstich fand am 1. September 1926, die Eröffnung schon acht Monate später am 18. April 1927 statt. Zu dieser Zeit bestand der Flughafen aus einem Flugfeld, einem Hangar sowie einem Verwaltungsgebäude, das jedoch nur provisorisch ausgeführt war.
1928 wurde eine 400 Meter lange Start- und Landebahn angelegt und der bisherige Name Flugplatz Schkeuditz durch den neuen Namen Flughafen Halle/Leipzig ersetzt. Der alte Flughafen Leipzig-Mockau wurde hauptsächlich von der Junkers Luftverkehr AG getragen, die 1926 in der Deutschen Luft Hansa aufging, welche auf den neuen Großflughafen umzog.

### Ausbau in den 1930er Jahren mit abruptem Ende

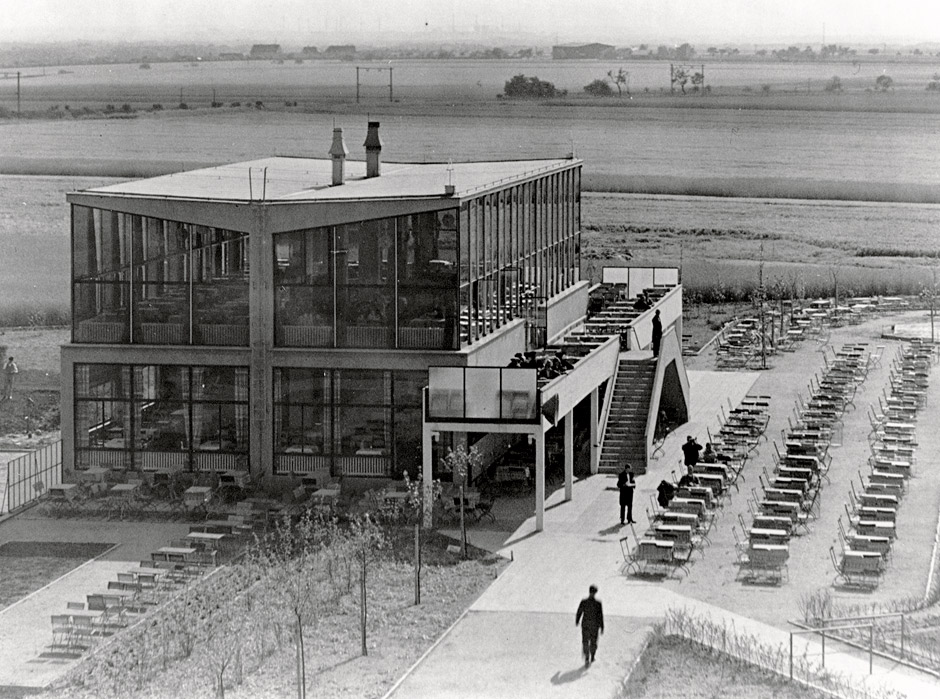
Neues Restaurantgebäude von Hans Wittwer, Anfang der 1930er Jahre

Im Mai 1931 wurde das neue Restaurantgebäude des Flughafens eröffnet. Der von Hans Wittwer erbaute „Glaspalast“, der sich durch eine moderne und funktionale Architektur hervorhob, wurde zum beliebten Ausflugsziel in der Bevölkerung und bei den Fluggästen. Ein ebenfalls von Wittwer geplantes luftseitig vollständig verglastes Empfangsgebäude wurde wegen fehlender Finanzmittel nicht realisiert. Das bisherige provisorische Verwaltungsgebäude wurde erst durch ein 1936/1937 im Stil nationalsozialistischer Architektur erbautes repräsentatives Abfertigungsgebäude ersetzt.
Der Flughafen Halle/Leipzig stand im Jahr 1937 mit mehr als 40 Starts pro Tag an vierter Stelle in der Rangliste der verkehrsreichsten Flughäfen Deutschlands. Diese Entwicklung wurde durch den Beginn des Zweiten Weltkrieges abrupt beendet. Der zivile Flugverkehr wurde stark eingeschränkt, der Flughafen samt seinen Anlagen und Werkstätten von der deutschen Luftwaffe übernommen und für militärische Zwecke verwendet. So wurden unter anderem in den Lufthansa-Werkstätten am Platz Geräte für den militärischen Bedarf hergestellt. Die in Halle beheimateten Siebel Flugzeugwerke richteten ein Zweigwerk ein. Am 16. April 1944 zerstörten alliierte Bomber einen großen Teil der Anlage, darunter auch das Restaurantgebäude.

### Neuer Start nach dem Zweiten Weltkrieg

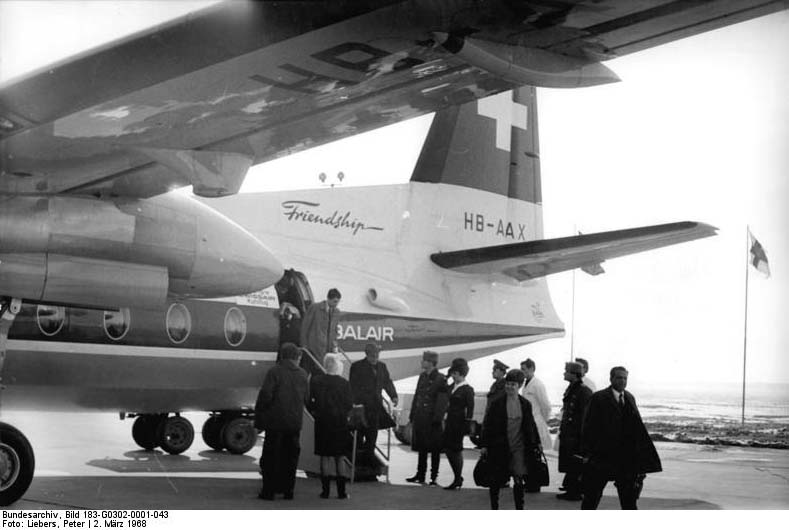
Sonderflugverkehr zur Frühjahrsmesse 1968 auf dem Messeflughafen Leipzig: Landung einer Fokker F-27 der Balair

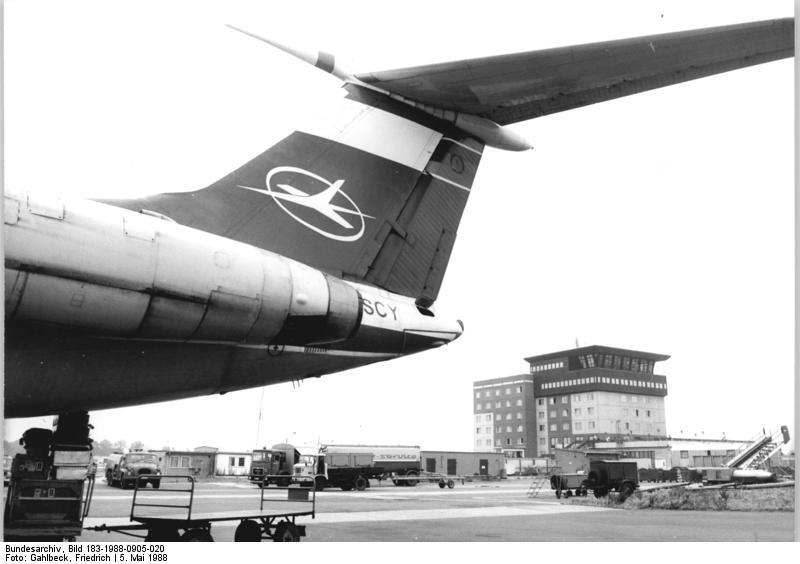
Flughafen Leipzig im Jahr 1988

Nach dem Ende des Krieges arbeiteten in den Produktionsanlagen zunächst noch Teile der Flugzeugindustrie weiter, woraus nach einigen Umwegen 1947 der VEB Maschinen- und Apparatebau Schkeuditz hervorging. Der Flugplatz wurde während dieser Zeit nur als Werksflugplatz verwendet. Ehrgeizige Projekte zur Entwicklung des Luftverkehrs in der DDR führten zwischen 1957 und 1960 zum Bau einer 2500 Meter langen Start- und Landebahn. Da sich der Flugzeugbau  nicht lohnte, wurde er am Flughafen alsbald eingestellt, wodurch die Start- und Landebahn zunächst kaum Verwendung fand.
Der zu dieser Zeit als Messeflughafen genutzte Flughafen Leipzig-Mockau genügte Anfang der 1960er Jahre immer weniger den technischen Anforderungen, also besann man sich darauf, den Flugverkehr auf die neu gebaute und kaum benutzte Landebahn in Schkeuditz zu verlegen. Der Flugplatz wurde ab 1963 zweimal jährlich als Messeflughafen Leipzig genutzt und von der staatlichen Fluggesellschaft der DDR, der Interflug, angeflogen. Bis 1966 wurden zu jeder Saison provisorische Abfertigungsanlagen auf- und wieder abgebaut. Am 30. August 1968 wurde ein neues, eingeschossiges Abfertigungsgebäude (heute Teil des Terminals A) in Betrieb genommen, das eine einmalige Doppelfunktion besaß: Vier Wochen im Jahr diente es als Empfangsgebäude des Messeflughafens, die restliche Zeit als Autobahnraststätte.
Die Anlage wurde in den folgenden Jahren in kleinen Schritten erweitert und ausgebaut, sodass am 19. Mai 1972 der Flughafen Leipzig den ganzjährigen Betrieb als Verkehrsflughafen aufnehmen konnte. Trotz finanzieller und kapazitärer Engpässe und wirtschaftlicher Schwierigkeiten in den Folgejahren wurde der Flughafen Stück für Stück erweitert und Flugsicherungsanlagen errichtet, um den immer weiter steigenden Passagierzahlen gerecht zu werden, die sich von 1972 bis 1988 auf circa 550.000 pro Jahr verzehnfacht hatten. Das 1968 erbaute Abfertigungsgebäude wurde um eine neue Einreisehalle erweitert, die nach viermonatiger Bauzeit am 30. August 1984 fertiggestellt wurde. Am 30. August 1985 wurde eine rekonstruierte Abflughalle in Betrieb genommen.
Zur Leipziger Messe landete am 18. März 1986 erstmals eine aus Paris kommende Concorde der Air France in Leipzig. Ihr folgte zwei Tage später eine Concorde der British Airways, was jedoch eine Ausnahme bleiben sollte, denn auch in den Folgejahren gab es in Messezeiten nur Concordeflüge Paris–Leipzig. Der Flughafen Leipzig/Halle hält mit insgesamt sieben Concorde-Landungen (sechsmal Air France und einmal British Airways) den Rekord in Deutschland.

### Nach der Wiedervereinigung

#### Der zivile Neuanfang

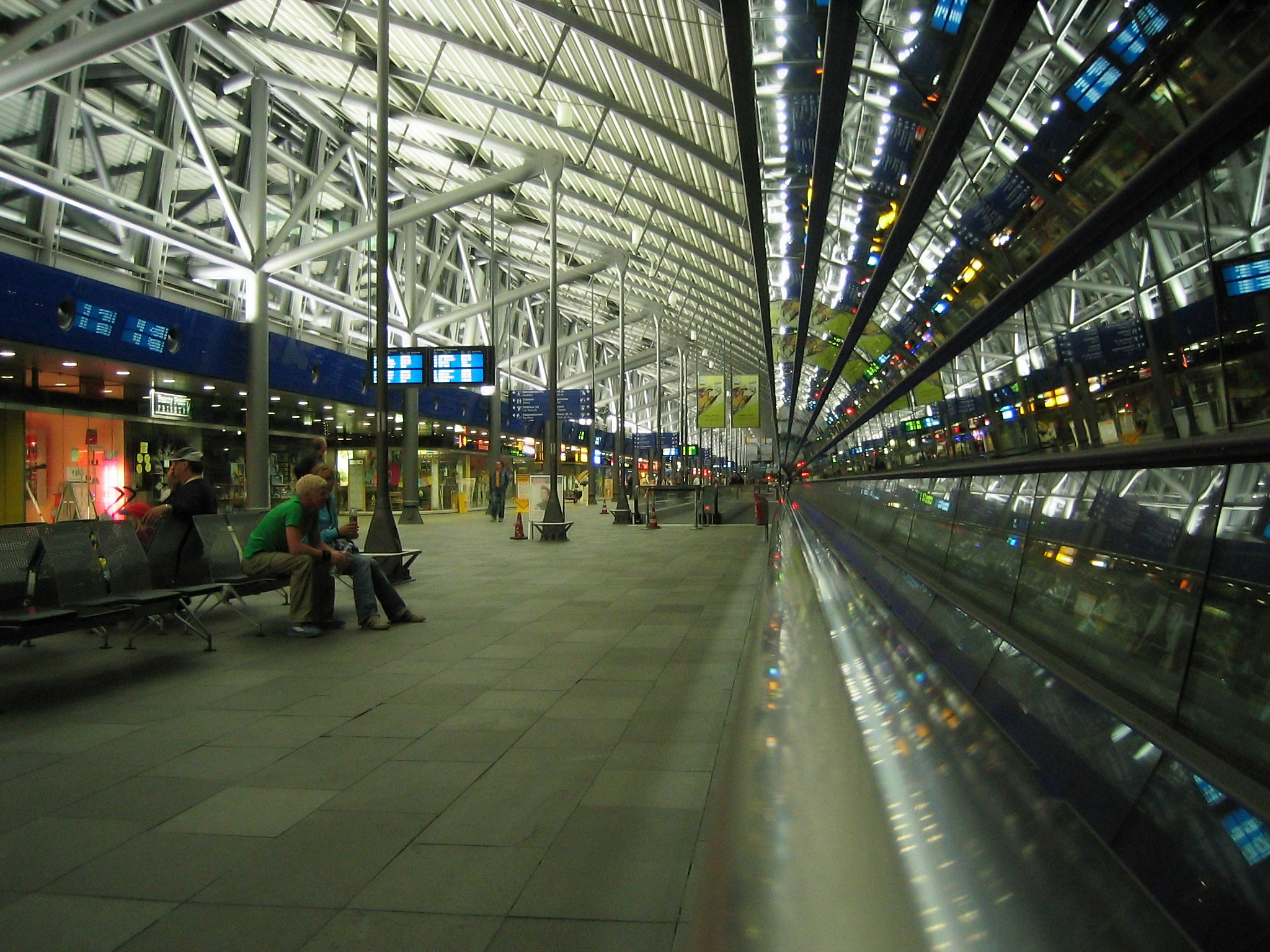
Innenansicht

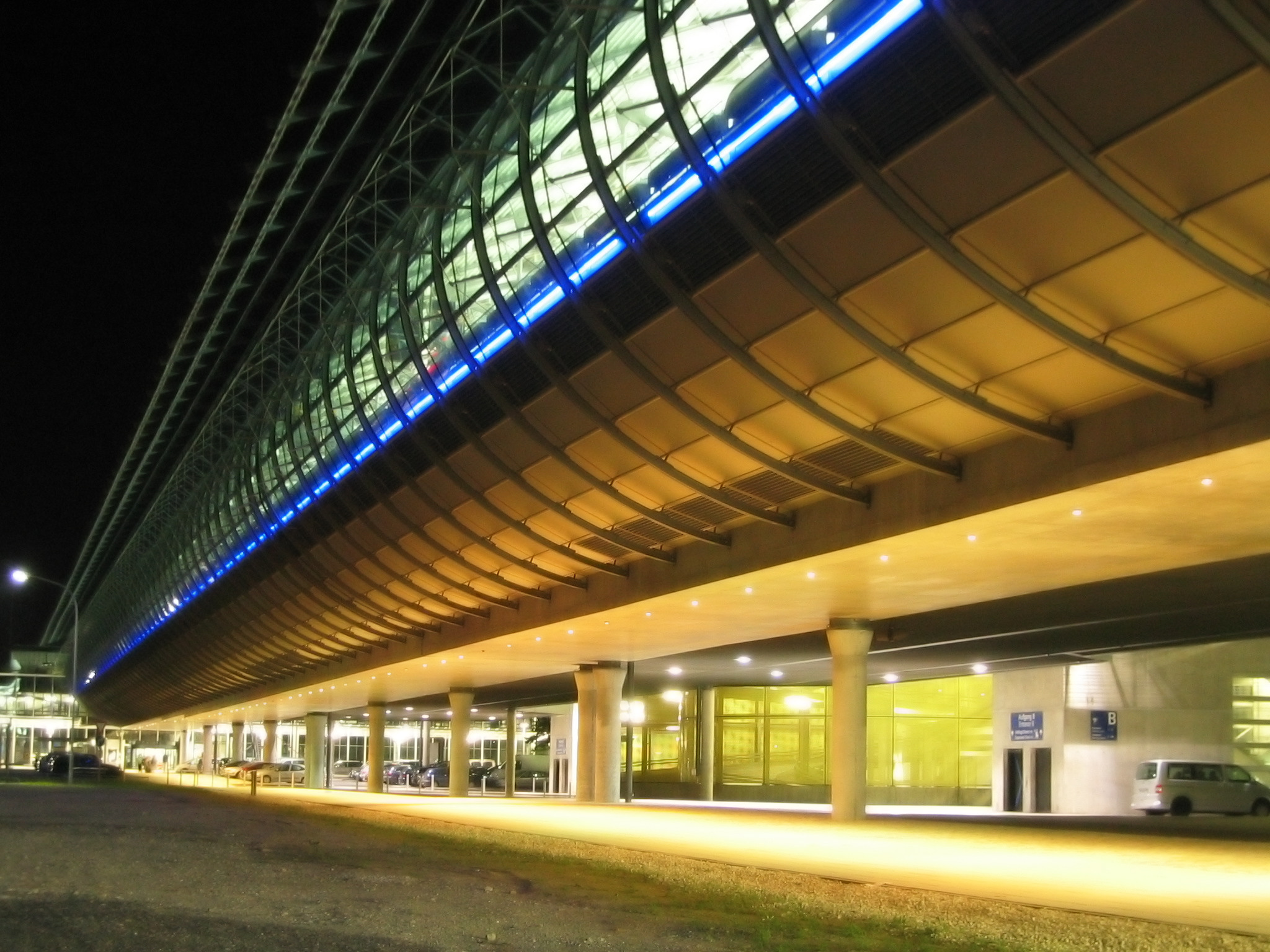
Außenansicht bei Nacht

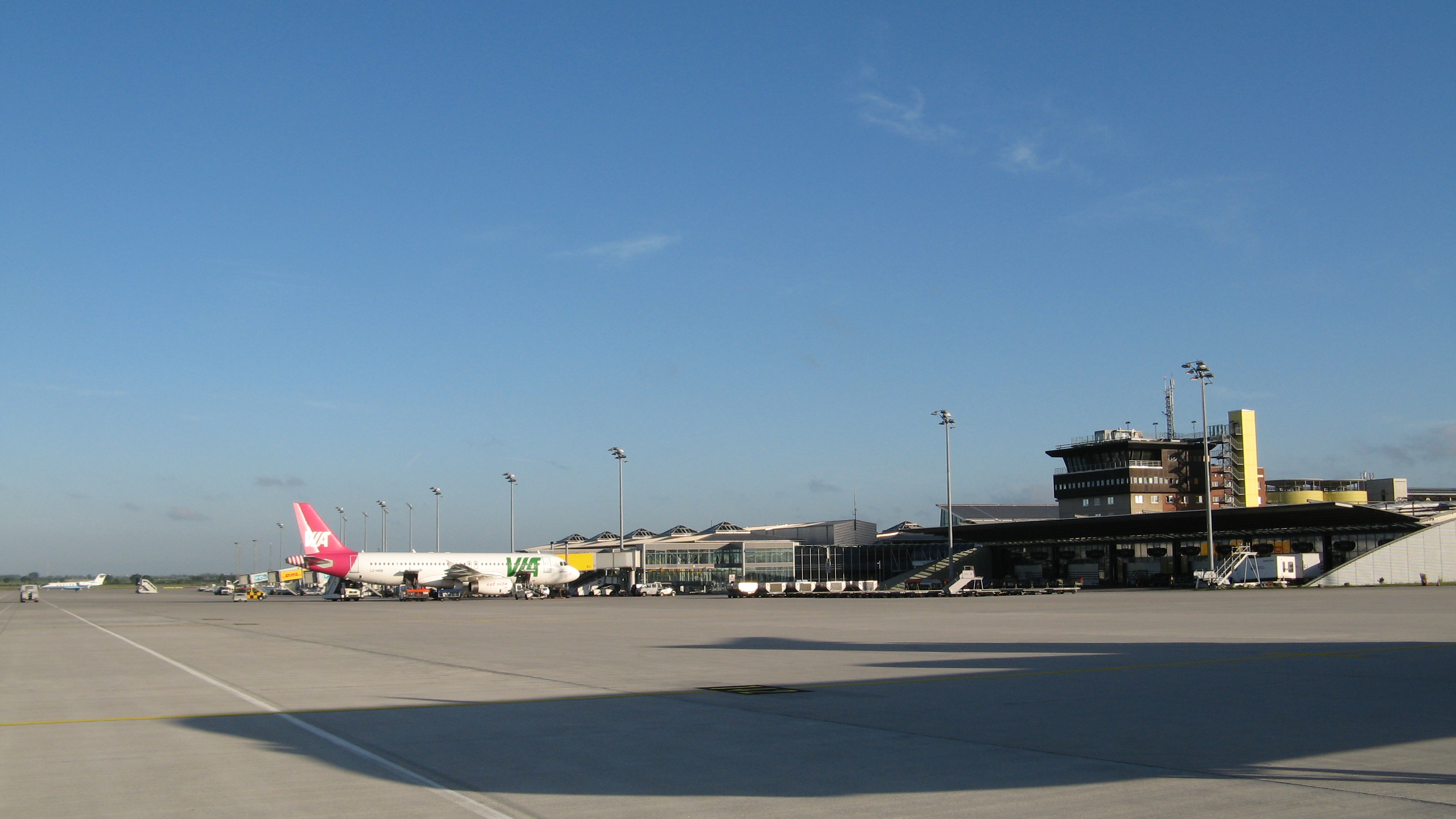
Vorfeld mit Terminal B

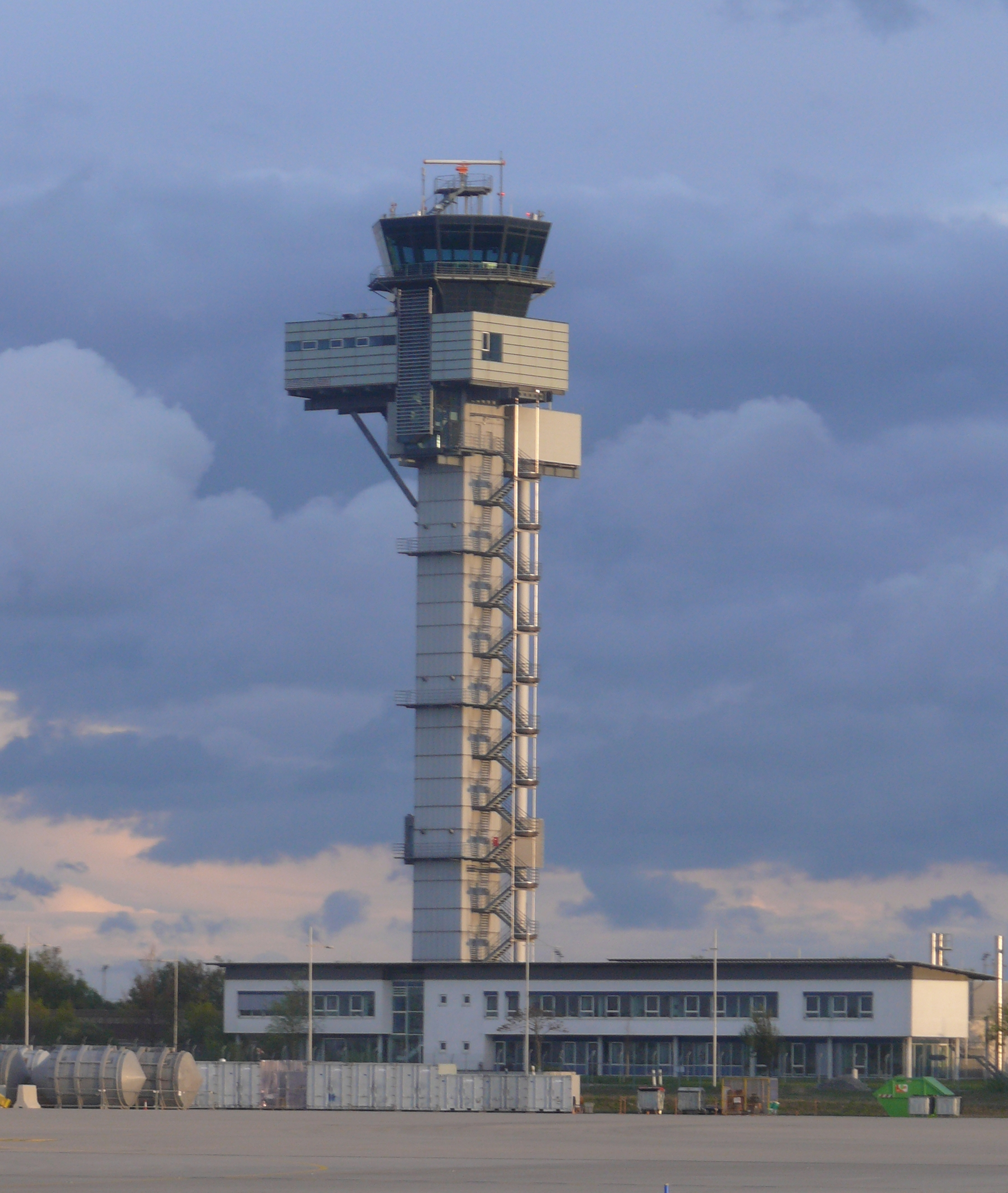
Der im Jahr 2000 eingeweihte Tower

Nach der deutschen Wiedervereinigung musste sich die Flughafenverwaltung auf die enormen Strukturveränderungen des wirtschaftlichen Umbruchs einstellen und somit wurde am 17. September 1990 durch die Treuhandanstalt die provisorische Flughafen Leipzig GmbH i. G. gegründet, die dank der Hilfe einiger westdeutscher Flughäfen den Betrieb aufrechterhalten konnte und erste Baumaßnahmen zur Modernisierung der bestehenden Anlagen beginnen konnte. Zuerst wurde vom 7. Januar bis 24. Mai 1991 das nun Terminal A genannte Abfertigungsgebäude von 1968/84 modernisiert und erweitert.
Nachdem nach den Kommunalwahlen im März 1990 und den Landtagswahlen im Oktober 1990 der Aufbau neuer Landesverwaltungen begonnen hatte, lud die Treuhandanstalt mit Inbetriebnahme des umgebauten Terminals am 24. Mai 1991 zu einer Gesellschafterversammlung ein, in der unter Beteiligung der Gebietskörperschaften (die umliegenden Landkreise) und der Länder Sachsen und Sachsen-Anhalt ein erster Aufsichtsrat bestellt wurde. Dieser beschloss am selben Tag die Umbenennung der Gesellschaft in Flughafen Leipzig/Halle GmbH. Am 16. Juli 1991 konnte von den Ländern der Übernahmevertrag unterzeichnet werden. Im September 1991 beschloss der Aufsichtsrat umfangreiche Sofortmaßnahmen zur weiteren Sanierung der Flughafenanlagen, so die Einführung der Allwettertauglichkeit nach ILS-CAT III b, die Sanierung der Flugbetriebsflächen und die Verbesserung der straßenseitigen Anbindung des Flughafens zusammen mit dem Bau neuer Parkplätze.
Ebenfalls 1991 ging der ehemalige Minol-Tankbetrieb des Flughafens an die Turbo Fuel Services Sachsen (TFSS) über. Seit 2008 ist die TFSS auch Betreiber der posteigenen Tankwagenflotte, die zum Betrieb des DHL Hubs erforderlich ist.
Ende 1992 wurden erstmals eine Million Passagiere abgefertigt. Um die große Anzahl von Passagieren der Charterflüge von Reiseveranstaltern abfertigen zu können, wurde am 12. Mai 1993 das „Urlauber“-Terminal C eröffnet. Innerhalb eines Jahres stieg das Fluggastaufkommen um mehr als 500.000, weswegen am 16. Mai 1994 der Grundstein für ein neues Abfertigungsgebäude (Terminal B) gelegt wurde, das für die Abfertigung von 3,5 Millionen Passagieren bemessen war. Es wurde am 3. März 1996 eingeweiht. Mit seiner Inbetriebnahme wurde gleichzeitig Terminal C für den Passagierverkehr geschlossen. Es diente weiterhin dem Umschlag des Post- und Güterfrachtverkehrs, so der Posttochter DHL bis zur Inbetriebnahme deren neuer „Hubs“ als Gateway.
Der Freistaat Sachsen erwartete 1993 für das Jahr 2000 einen Anstieg der Fluggastzahlen auf rund 3 Millionen.
Nach einer vierjährigen Planungsphase erfolgte am 7. Mai 1998 die Grundsteinlegung für eine neue 3600 Meter lange und 45 Meter breite Start- und Landebahn 08L/26R nördlich der Autobahn A 14. Am 24. März 2000, einen Tag nach Inbetriebnahme des neuen Towers der Deutschen Flugsicherung GmbH, wurde die neue Interkontinentalbahn eingeweiht, womit der Flughafen Leipzig/Halle auch ohne Probleme Großraumflugzeuge abfertigen kann. Unweit der neuen Start- und Landebahn wurde am 1. Juni 2001 ein Besucherpark mit Aussichtshügel eröffnet, von dem aus sich das ganze Flughafengelände überblicken lässt.
Mit Beginn der Sommersaison 2003 wurde der Check-In- und Servicebereich des neuen intermodalen Zentralterminals seiner Bestimmung übergeben. Dieses Zentralterminal integriert unter anderem eine Einkaufspassage (mall) und einen Check-In-Bereich mit dem Flughafen-Parkhaus und ist mit dem Terminal B verbunden, wo die Passagiere zur Sicherheitskontrolle und zu den Warteräumen für den Abflug gelangen. Am 30. Juni 2003 erfolgte mit der Einbindung des Flughafenbahnhofes in das Fernverkehrsnetz der Deutschen Bahn die feierliche Eröffnung des Zentralterminals. Mit dessen Fertigstellung war auch die erste Ausbaustufe am Flughafen Leipzig/Halle abgeschlossen, in deren Realisierung rund eine Milliarde Euro investiert wurde. Das neue Zentralterminal besitzt eine Jahreskapazität von 4,5 Millionen Passagieren. Dank seiner modularen Struktur sowie seiner zentralen Lage zwischen den beiden Start- und Landebahnen bietet das Zentralterminal die Möglichkeit, über eine Erweiterung des bestehenden Abfertigungsgebäudes die Jahreskapazität auf sieben Millionen Passagiere zu erhöhen.
Am 31. August 2005 erfolgte der erste Spatenstich für den Ersatzneubau der alten 2500 Meter langen und 45 Meter breiten Start- und Landebahn 10/28. An gleicher Stelle wurde in veränderter Richtung mit einem Achsabstand von 2120 Metern parallel zur Nordbahn die neue 60 Meter breite ebenfalls 3600 Meter lange Südbahn 08R/26L erbaut. Sie konnte am 5. Juli 2007 mit der Parallellandung einer Boeing 757 der DHL sowie einer Boeing 747-400 der Lufthansa in Betrieb genommen werden. Das dadurch geschaffene redundante Start- und Landebahnsystem ermöglicht allen Flugzeugtypen seit dem Jahr 2007 auf beiden Bahnen ein gleichzeitiges Starten und Landen ohne Nutzlastbeschränkungen. Der Flughafen wäre mit der neuen Bahn laut der alten Kriterien einer der wenigen gewesen, die den Airbus A380 abfertigen können, jedoch ließen EASA und FAA im selben Monat den Betrieb der A380 – zuvor ausschließlich auf 60 Meter breiten Bahnen erlaubt – auch auf Start- und Landebahnen mit nur 45 Metern Breite zu, die zusätzlich auf beiden Seiten durch je 7,5 Meter breite „Schultern“ ergänzt sind. Damit kann die A380 auf wesentlich mehr Flughäfen starten und landen, so auch auf der nur 45 Meter breiten Nordbahn des Flughafens Leipzig/Halle.
Die Baukosten für die Bahn, Rollwege und Vorfeldumbauten betrugen ca. 350 Mio. Euro plus 48 Mio. Euro für Grunderwerb und ca. 18 Mio. Euro für Lärmschutzmaßnahmen. DHL erhielt zulässige Förderungen durch den Freistaat Sachsen in Höhe von 28 % der Bruttogesamtinvestitionen (70,8 Mio. Euro) in ihre Anlagen. Die Europäische Kommission gab am 22. November 2006 bekannt, dass sie den Bau der Startbahn auf verdeckte Subvention untersucht. Die Europäische Kommission will insbesondere sicherstellen, „dass DHL über die bereits von der Kommission genehmigte regionale Investitionsbeihilfe hinaus keine weitere staatliche Beihilfe für ihr neues Drehkreuz am Flughafen Leipzig/Halle erhält“. Mit Urteil des Europäischen Gerichtshofs vom 19. Dezember 2012 wurde abschließend festgestellt, dass versteckte staatliche Beihilfen vorlagen, die zurückzufordern sind.
Ab dem 24. und 25. Oktober 2006 wurde am Bundesverwaltungsgericht in Leipzig über die Klagen gegen den Ausbau und den Nachtflugbetrieb verhandelt. Hier war zu entscheiden, ob die vom Nachtfluglärm betroffenen Anwohner den gleichen Schutz erhalten wie die Anwohner am Flughafen Berlin-Schönefeld, den dieses Gericht angeordnet hatte. Dort wurde ein Nachtflugverbot zwischen 22:00 Uhr und 6:00 Uhr festgelegt. Am 9. November erteilte das Gericht eine uneingeschränkte Nachtflugerlaubnis für Expressgut. Am 29. Juni übergab das Regierungspräsidium den Planergänzungsbeschluss, welcher u. a. ein Nachtflugverbot für Passagiermaschinen in der Zeit von 23:30 Uhr bis 5:30 Uhr enthält (mit einer Über-/Unterschreitungsmöglichkeit von bis zu 30 Minuten bei verspäteten/verfrühten Landungen). Am 24. Juli 2008 wurde endgültig durch das Bundesverwaltungsgericht der Planfeststellungsergänzungsbeschluss des Regierungspräsidiums Leipzig bestätigt, indem die Klagen von Anwohnern abgewiesen wurden. Damit stand dem Ausbau nichts mehr im Wege. Erste Reaktion darauf war der Weiterbau an einer dritten Flugzeugrollbrücke (E7), für die die Vorarbeiten bereits 2006 begonnen hatten. Die westlich der Rollbrücke Ost (E8) verlaufende Brücke hat eine Länge von 191,5 Metern und eine Breite von 63,5 Metern, sie verbindet seit April 2011 ebenfalls die nördliche Start- und Landebahn mit der südlichen.
Durch den Ausbau des Flughafens und die neue Nachtfluglärmregelung waren ab Juli 2007 die Voraussetzungen für den Betrieb des internationalen Luftdrehkreuzes der Post-Frachttochter DHL, das die DHL Hub Leipzig GmbH und die European Air Transport Leipzig GmbH gemeinsam betreiben, geschaffen. Der Flughafen Leipzig/Halle löste damit den Flughafen Brüssel-Zaventem ab. Seit Ende März 2008 ist das Drehkreuz, in das DHL etwa 300 Millionen Euro investiert hat, in Betrieb. Die offizielle Eröffnungsfeier fand am 26. Mai 2008 statt.

Logo bis 2008

Am 4. Dezember 2007 wurde vom Landratsamt Delitzsch am Flughafen die einzige Veterinärgrenzkontrollstelle im Freistaat Sachsen in Betrieb genommen, um tierische und pflanzliche Güter gemäß den geltenden EU-Richtlinien abfertigen zu können.
Seit Ende 2008 firmiert der Flughafen international als Leipzig/Halle Airport, was auch einen Wechsel des Logos nach sich zog.

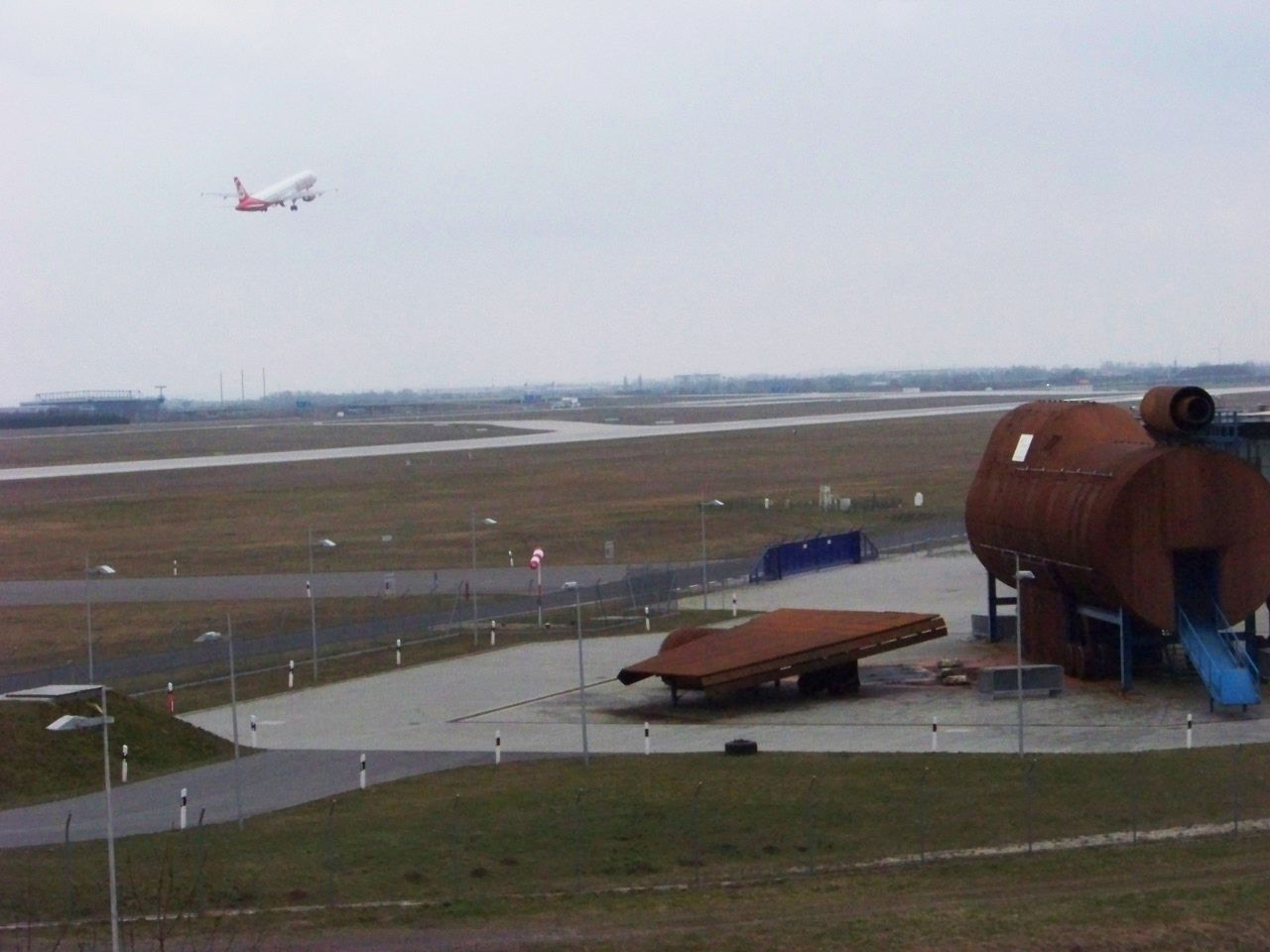
Brandsimulationsanlage

Um für die Werkfeuerwehr Flughafen Leipzig/Halle die Kategorie 10 der International Civil Aviation Organization (ICAO) – die höchste Sicherheitskategorie für Verkehrsflughäfen mit zwei Start- und Landebahnen – gewährleisten zu können, erfolgte 2009–2010 der Neubau der Feuerwachen Ost und West. Beide Feuerwachen wurden Mitte 2010 in Betrieb genommen. In der 2000 von Rüdiger Sudau erbauten ehemaligen Feuerwache Nord befindet sich das am 7. Juni 2010 übergebene Ausbildungszentrum Fire Training, die derzeit einzige derartige Ausbildungsanlage in Deutschland. Das von Dräger erbaute 3,5 Mio. Euro teure Trainingszentrum verfügt über einen gasbefeuerten Boeing-747-Brandsimulator.
Ein neuer Fahrzeug- und Gerätetechnikkomplex wurde 2011 in Betrieb genommen. Der 231 × 36 Meter große Hallenkomplex umfasst 60 Stellplätzen für Fahrzeuge unterschiedlicher Größe für die Winterdienstflotte des Flughafens sowie eine Waschanlage und eine Betriebstankstelle.
In Nachbarschaft des Towers errichtete der Flughafen 2012 ein zusätzliches Vorfeld einer Fläche von 130.000 m² mit einem 95 × 95 Meter großen Wartungshangar für die Volga-Dnepr Airlines. Drei dort während des Überfalls Russlands auf die Ukraine wegen Wartungsarbeiten abgestellte Antonow An-124  dürfen wegen Sanktionen nicht starten.
Seit Oktober 2012 existiert am S-Bahnhof Schkeuditz West ein Frachtumschlagplatz, der Anlieferungen zum Frachtzentrum Süd erleichtert.
2014 und 2017 wurde der Flughafen von einer Fachtagung der asiatischen Flugfrachtindustrie zum „Europäischen Frachtflughafen des Jahres“ gewählt.
Am 4. Dezember 2018 übernahm die Niederlassung Leipzig/Halle der DFS die Kontrolle des Luftraums D (CTR) und der Start-/Landebahn des Flughafens Saarbrücken. 2019 sollen auch Erfurt und Dresden angeschlossen werden.
Am 16. Oktober 2019 gaben die Sierra Nevada Corporation und die 328 Support Services bekannt, unter dem Hersteller „Deutsche Aircraft“ die Endmontage für eine weiterentwickelte Turboprop-Version der Dornier 328, die D328eco, am Flughafen Leipzig/Halle ansiedeln zu wollen. Der Bauantrag für die Endmontagelinie wurde zwei Jahre später eingereicht.
2019 nahm der Flughafen das Lärmmeßsystem „TraVis“, mit welchen Lärmpegel der in Leipzig/Halle startenden und landenden Maschinen in der Umgebung gemessen werden und in Echtzeit im Internet eingesehen werden können, in Betrieb. Auch Archivdaten sind abrufbar (siehe unter: Weblinks).
2020 regte die sächsische FDP an, den Flughafen in Hans-Dietrich-Genscher-Flughafen umzubenennen. 2021 beschloss die SPD Sachsen, den Flughafen nach dem Philosophen Anton Wilhelm Amo nennen zu wollen, der an der Universität Halle gelehrt hatte. 2022 sprach sich die SPD Sachsen-Anhalt ebenso dafür aus.
Im September 2024 wurde durch die Landesdirektion Sachsen ein weiterer Ausbau des Flughafens genehmigt. Der Ausbau beinhaltet u. a. eine Erweiterung des DHL-Bereichs um 39 Hektar sowie die Umgestaltung der bestehenden Flughafenanlage im Südosten. Unter anderem sollen neue Enteisungspositionen, eine Schneedeponie und Entwässerungsanlagen sowie weitere Standplätze für Flugzeuge und neue Rollwege an das bestehende Start- und Landebahnsystem entstehen. Im Januar 2025 begannen die Bauarbeiten für ein etwa 60.000 Quadratmeter großes Flugzeugwerk der Deutschen Aircraft. In vier Hallen soll Ende 2025 die Produktion der D328eco beginnen. Das Werk wird so errichtet, dass die Flugzeuge aus der Produktionshalle einen direkten Anschluss an eine Start- und Landebahn haben.

#### Militärische Nutzung

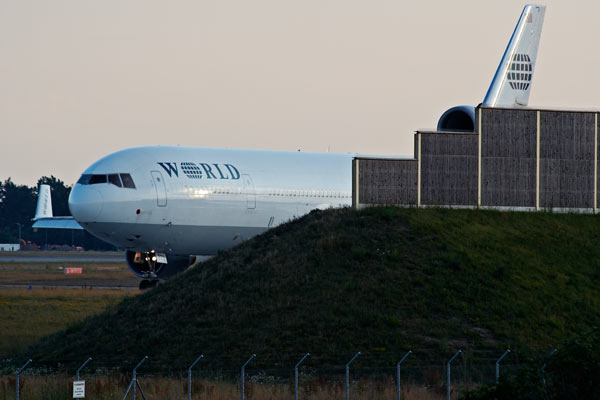
Maschine der Fluggesellschaft World Airways, die im Auftrag der US-Regierung flog, auf dem Rollfeld in Leipzig

Im Rahmen des Projekts SALIS wird der Flughafen Leipzig/Halle seit dem 23. März 2006 von der NATO zur Realisierung des schnellen Transports übergroßer Ladung als Heimatflughafen zweier Transportflugzeuge vom Typ Antonow An-124 genutzt. Zwei weitere Maschinen stehen innerhalb von sechs und nochmals zwei Maschinen innerhalb von neun Tagen bereit, so dass insgesamt sechs Maschinen im Rahmen von SALIS verfügbar sind. Diese sechs An-124 stehen bereit, um militärisch strategische Lufttransportkapazitäten für die Streitkräfte zur Verfügung zu stellen, aber auch für humanitäre Einsätze und Hilfsaktionen wie z. B. die Erdbebenhilfe für China im Juni 2008. Der Flughafen Leipzig/Halle als Be-, Ent- und Umladeplatz wird laut dem Bundesverteidigungsministerium die Ausnahme sein.
Die Ruslan SALIS GmbH besitzt seit dem 17. Januar 2007 ein Wartungsgebäude im Südbereich des Flughafens für die dort stationierten Maschinen.
Seit dem 23. Mai 2006 lässt die US Army auch über den Flughafen Leipzig/Halle Passagierflüge für den regelmäßigen Truppenaustausch im Irak und in Afghanistan durchführen. Pro Monat wurden im nicht öffentlich zugänglichen Terminal A bis zu 80 Truppentransportflüge mit ungefähr 1600 Soldaten pro Tag abgefertigt. Bis Anfang 2009 sollen bereits 450.000 Soldaten über Leipzig/Halle in den Kampfeinsatz geflogen sein. Im Jahre 2009 soll jeder vierte Passagier ein US-Soldat gewesen sein. Die beauftragten Charterfluggesellschaften Miami Air International und Omni Air International (bis Anfang 2008 ATA Airlines, bis 2013 Ryan International Airlines und bis 2014 World Airways und North American Airlines), lassen die Maschinen auf dem Flughafen Leipzig/Halle betanken und führen Besatzungswechsel durch. Durch den Abzug der US-amerikanischen Truppen aus Krisengebieten im Nahen Osten ist die Zahl von Transitfluggästen jedoch seit 2010 rückläufig.

#### Abschiebungen
Im vorher für die US Army gesperrten Terminal A werden aktuell durch Mitarbeiter der Ausländerbehörde, Amtsärzte, Dolmetscher und Bundespolizei die Abschiebevorbereitungen für Sammelabschiebungen vorgenommen. Terminal A wird derzeit vom Freistaat Sachsen exklusiv für Abschiebungen genutzt. Abgeschoben werden pro Jahr mehr als 2000 Personen die sich illegal in Sachsen, aber auch in anderen Bundesländern aufhalten. Die Rückführung wird per Charterflug von Personenbegleitern Luft der Bundespolizei durchgeführt.

#### Proteste
Eine 2020 gestartete Petition auf der Petitionsplattform openPetition der Bürgerinitiative „Gegen die neue Flugroute“ hat mehr als 10.000 Unterstützer gefunden.

Wichtige Kritikpunkte am Flughafenausbau sind einerseits der damit verbundene zunehmende Güterverkehr mit Flugzeugen und damit auch zunehmende Treibhausgasemissionen andererseits die mit dem Ausbau einhergehende Zunahme von Fluglärm.

Am 30. Juli 2022 demonstrierten rund 300 Menschen gegen den geplanten Ausbau des Flughafens. Dabei wurde auch eine Fläche des geplanten Erweiterungsgebiets vorübergehend besetzt. Mit aufgerufen zum Protest hatten lokale Bürgerinitiativen sowie die Klimaaktivisten von Am Boden bleiben als Aktionsbündnis „Transform LEJ“.

#### Trivia
Der Flughafen diente als einer der Drehorte des Kinofilms The First Avenger: Civil War, die Aufnahmen entstanden im August 2015. Zuvor war er bereits Drehort für die Filme Flightplan – Ohne jede Spur und Unknown Identity gewesen.

## Flugziele
Verschiedene Fluggesellschaften verbinden den Flughafen Leipzig/Halle überwiegend mit Ferienzielen auf den Balearen, den Kanaren sowie in Ägypten, Griechenland, Kroatien, Portugal, Tunesien und der Türkei. Daneben werden auch Istanbul, Tirana, Bukarest und Wien angeflogen. In Deutschland werden Frankfurt am Main und München mit Lufthansa sowie ab 8. April 2024, nach vorheriger Einstellung im November 2021 aufgrund coronabedingten Nachfragerückgangs, wieder Düsseldorf mit Eurowings angeflogen. Köln/Bonn wie auch die internationalen Ziele Paris-Orly und Zürich sind nicht mehr im Programm.  Zum Sommerflugplan 2025 eröffnete die Marabu Airlines, Schwestergesellschaft der renommierten Airline Condor, eine eigene Basis am Flughafen. Mit drei stationierten Flugzeuge vom Typ Airbus A 320neo werden bis zu 47 Abflügen pro Woche nach Ägypten, Griechenland, Portugal und Spanien bedient.

## Flughafengesellschafter
Mehrheitsgesellschafter des Flughafens ist mit 94 % die Mitteldeutsche Flughafen AG (Wortmarke: Mitteldeutsche Airport Holding), die auch am Flughafen Dresden die Mehrheitsanteile besitzt. Gesellschafter der Mitteldeutschen Airport Holding sind ausschließlich Gebietskörperschaften, und zwar der Freistaat Sachsen mit 77,29 %, das Land Sachsen-Anhalt mit 18,54 %, die Stadt Leipzig mit 2,1 %, die Stadt Dresden mit 1,87 % und die Stadt Halle (Saale) mit 0,2 %. Der Landkreis Nordsachsen, in dem der Flughafen liegt, sowie die Stadt Schkeuditz besitzen je 0,25 % des Flughafens, außerdem ist der Freistaat Sachsen mit 5,5 % direkt an der Flughafen Leipzig/Halle GmbH beteiligt.

## Subventionen und wirtschaftliche Verluste
Die Ansiedlung von DHL wurde vom Freistaat Sachsen mit rund 71 Millionen Euro subventioniert. Die Europäische Kommission hat im Juli 2008 eine Garantie des Freistaats Sachsen für den Betrieb des Flughafens Leipzig/Halle in Höhe von 500 Millionen Euro für unzulässig erklärt. Der Freistaat hatte DHL darin zugesichert, bis zu 500 Millionen Euro Schadenersatz zu zahlen, falls der Flughafen Leipzig/Halle nicht bestimmte Bedingungen – wie die Möglichkeit von Nachtflügen – erfüllt. Die öffentlichen Investitionen in Höhe von 350 Millionen Euro für die neue Start- und Landebahn Süd des Flughafens stuften die Wettbewerbshüter hingegen als zulässige staatliche Beihilfe ein.
Am 15. Juni 2011 leitete die Europäische Kommission eine erneute Untersuchung der staatlichen Fördermittel ein. Konkret wird geprüft, ob Darlehen und Eigenkapitalzuführungen für Infrastrukturprojekte wie Lärmschutzmaßnahmen, den Bau von Rollbahnen und eines neuen Terminals mit den EU-Beihilfevorschriften vereinbar sind. Bisher konnte Deutschland nach Auffassung der EU-Kommission nicht nachweisen, dass die Förderung, die 100 Prozent der gesamten Investitionskosten deckt, gerechtfertigt und verhältnismäßig ist. Insbesondere könnte dem Flughafen durch die Beihilfen ein unfairer Vorteil gegenüber Wettbewerbern in Deutschland und Europa entstanden sein.
Mit Entscheidung vom 19. Dezember 2012 verband der Europäische Gerichtshof mehrere Verfahren und entschied abschließend, dass u. a., unzulässige staatliche Beihilfen vorlagen.
2007 erwirtschaftete der Flughafen einen Verlust von 38 Millionen Euro, etwa die Hälfte des Umsatzes. 2010 lag der Verlust bei 62,4 Millionen Euro, bei einem Umsatz von 92,7 Millionen Euro. Zwischen 2006 und 2011 erwirtschaftete der Flughafen einen Verlust von rund 300 Millionen Euro. Die Verluste werden von den Ländern Sachsen, Sachsen-Anhalt sowie den Städten Leipzig, Halle und Dresden getragen. Das Ergebnis der gewöhnlichen Geschäftstätigkeit betrug 2014 −37,27 Millionen Euro. Im Geschäftsjahr 2013 lag der Verlust bei 48,82 Millionen Euro.
Von 2000 bis 2020 habe der Flughafen insgesamt über 800 Millionen Euro Verluste angehäuft.

## Kritik

### Fluglärm und Ausbau des Flughafens
Wegen des fehlenden Nachtflugverbots für Frachtflüge in Leipzig/Halle formierte sich Widerstand, beispielsweise durch den Bund für Umwelt und Naturschutz Deutschland oder die Interessengemeinschaft Nachtflugverbot Leipzig/Halle. Letztere bezeichnet den Flughafen als die „lauteste, stadtnahe Lärmquelle Deutschlands“. Diese Initiativen versuchen durch Informationskampagnen die Bevölkerung zu aktivieren, was jedoch mangels Unterstützung derselben sowie der meisten Parteien nicht gelang. Der Versuch, den weiteren Ausbau und Nachtflüge durch Klagen zu verhindern, scheiterte zuletzt vor dem Bundesverwaltungs- sowie dem Bundesverfassungsgericht.
Aus Vertretern von Landesbehörden, Flughafennutzern und Kommunen wurde eine Fluglärmkommission gebildet. Auch nach der Eingemeindung der nordwestlichen Ortsteile hält die Stadt Leipzig nur einen Sitz, was aus Sicht einzelner Stadträte zu wenig wäre.
Auf Kritik stieß auch, dass in der Planfeststellung enthaltene Ziele wie eine gleichmäßige Bahnverteilung nicht stattfand. So erfolgten 2017 mehr als 90 Prozent aller nächtlichen Starts und Landungen von der Südbahn. Durch ein neues Anflugverfahren sind außerdem seit Mitte 2018 31 statt bisher 28 Landungen pro Stunde möglich.
Der nächtliche Dauerschallpegel betrug 2021 in Großkugel bei Halle 58 dB, in Raßnitz 51,9 dB. Im inzwischen wegen des Fluglärms entvölkerten Kursdorf lagen die Werte über den erlaubten 58,7 dB. Die Spitzenwerte betrugen in Döllnitz 86,1 dB und in Raßnitz 81,5 dB. Laut WHO liegt der Schwellenwert, bis zu dem keine bedeutenden biologischen Effekte zu erwarten sind, in der Nacht bei etwa 40 dB.
Die im Verhältnis zu anderen deutschen Flughäfen sehr niedrigen Lande- und Startgebühren ziehen zusätzlichen Flugverkehr an und sind für die Defizite des Flughafens mitverantwortlich. So betrug das entsprechende Entgelt für ein Großraum-Frachtflugzeug des Typs A300-600 von DHL im Jahr 2021 in Frankfurt am Main 4179 und am mit LEJ vergleichbaren Flughafen Hannover 2769, in Leipzig aber nur 1017 Euro. Auch die Bundeswehr kann ihre Flüge ab/nach LEJ zu einem Bruchteil des Preises, den sie an anderen Flughäfen zahlen müsste, abwickeln.

### Militärische Nutzung
Gegen die militärische Nutzung des Flughafens formierte sich Widerstand durch Bürgerinitiativen und Friedensorganisationen wie die Aktionsgemeinschaft Flughafen natofrei. Diese fordert eine stärkere Einschränkung des Flugverkehrs sowie die Einstellung der militärischen Nutzung des Flughafens.
Die Geschäftsführung erklärte daraufhin, dass die Nutzung als Drehkreuz für US-Truppentransporte eine Betriebsküche mit 65 Angestellten vor der Schließung bewahrt habe, außerdem hingen inzwischen rund 200 Arbeitsplätze an den Transporten.

## Verkehrszahlen
| Betriebsjahr | Fluggastaufkommen | Luftfracht [t] | Flugbewegungen |
| ------------ | ----------------- | -------------- | -------------- |
| 1 1927/28    | 16.343            | 207            |                |
| 1928/29      | 20.082            | 342            | 8.091          |
| 1929/30      | 19.727            | 372            | 7.240          |
| 1930/31      | 17.750            | 501            | 7.100          |
| 1931/32      | 20.752            | 518            | 6.603          |
| 1932/33      | 23.049            | 669            | 6.148          |
| 1933/34      | 35.872            | 741            | 6.710          |
| 1934/35      | 49.664            | 863            | 7.424          |
| 1935/36      | 69.623            | 1.155          | 8.785          |
| 1936/37      | 80.523            | 1.461          | 11.294         |
| 1937/38      | 86.937            | 1.655          | 10.294         |
| 2 1938/39    | 56.768            | 2.015          | 8.175          |
| 3 1972       | 54.025            |                | 1.409          |
| 1973         | 76.985            | 113            | 1.796          |
| 1974         | 90.952            | 139            | 2.002          |
| 1975         | 80.442            | 176            | 156            |
| 1976         | 78.447            | 127            | 1.758          |
| 1977         | 97.612            | 171            | 2.134          |
| 1978         | 94.752            | 104            | 1.932          |
| 1979         | 131.912           | 106            | 2.683          |
| 1980         | 105.103           | 163            | 2.316          |
| 1981         | 182.704           | 163            | 3.282          |
| 1982         | 112.667           | 75             | 2.188          |
| 1983         | 35.361            | 35             | 950            |
| 1984         | 139.121           | 66             | 2.354          |
| 1985         | 247.968           | 66             | 3.434          |
| 1986         | 329.237           | 81             | 4.151          |
| 1987         | 342.011           | 102            | 4.506          |
| 1988         | 549.331           | 124            | 7.149          |
| 1989         | 442.365           | 196            | 6.086          |
| 1990         | 274.878           | 366            | 9.549          |
| 1991         | 634.424           | 4.372          | 26.089         |
| 1992         | 1.073.378         | 8.611          | 42.960         |
| 1993         | 1.521.436         | 17.482         | 48.510         |
| 1994         | 1.901.797         | 23.189         | 52.590         |
| 1995         | 2.104.822         | 25.225         | 53.807         |
| 1996         | 2.186.649         | 22.410         | 50.298         |
| 1997         | 2.248.852         | 17.220         | 47.284         |
| 1998         | 2.108.779         | 12.866         | 43.778         |
| 1999         | 2.162.769         | 15.220         | 47.944         |
| 2000         | 2.288.931         | 17.086         | 47.030         |
| 2001         | 2.185.130         | 15.799         | 42.408         |
| 2002         | 1.988.854         | 16.882         | 41.209         |
| 2003         | 1.955.070         | 17.559         | 40.030         |
| 2004         | 2.041.046         | 10.296         | 39.316         |
| 2005         | 2.127.895         | 14.867         | 37.905         |
| 2006         | 2.348.011         | 29.330         | 42.417         |
| 2007         | 2.723.000         | 101.285        | 50.976         |
| 2008         | 2.462.256         | 442.453        | 59.924         |
| 2009         | 2.421.382         | 524.082        | 60.150         |
| 2010         | 2.348.597         | 663.024        | 62.247         |
| 2011         | 2.266.743         | 760.355        | 64.097         |
| 2012         | 2.286.151         | 863.665        | 62.688         |
| 2013         | 2.240.860         | 887.101        | 61.668         |
| 2014         | 2.331.399         | 910.708        | 63.569         |
| 2015         | 2.321.975         | 988.240        | 65.061         |
| 2016         | 2.192.145         | 1.052.372      | 64.492         |
| 2017         | 2.365.141         | 1.138.477      | 69.815         |
| 2018         | 2.571.119         | 1.221.429      | 79.218         |
| 2019         | 2.618.772         | 1.238.343      | 78.980         |
| 2020         | 532.690           | 1.383.485      | 64.483         |
| 2021         | 669.886           | 1.591.618      | 76.104         |
| 2022         | 1.562.250         | 1.510.000      | 80.903         |
| 2023         | 2.101.425         | 1.393.747      | 80.536         |
| 2024         | 2.200.981         |                | 76.827         |

| 1                                                                | Antalya           | Türkei                 | 239.263 |
| 2                                                                | Palma de Mallorca | Spanien                | 119.563 |
| 3                                                                | Hurghada          | Ägypten                | 113.708 |
| 4                                                                | Frankfurt/Main    | Deutschland            | 104.508 |
| 5                                                                | Heraklion         | Griechenland           | 54.143  |
| 6                                                                | Las Palmas        | Spanien                | 41.007  |
| 7                                                                | München           | Deutschland            | 40.363  |
| 8                                                                | Fuerteventura     | Spanien                | 33.969  |
| 9                                                                | Teneriffa-Süd     | Spanien                | 33.360  |
| 10                                                               | Rhodos            | Griechenland           | 32.659  |
| 11                                                               | Wien              | Österreich             | 31.920  |
| 12                                                               | London-Stansted   | Vereinigtes Königreich | 26.557  |
| 13                                                               | Istanbul          | Türkei                 | 24.761  |
| 14                                                               | Marsa Alam        | Ägypten                | 24.727  |
| 15                                                               | Kerkira/Korfu     | Griechenland           | 18.427  |
| 16                                                               | Kos               | Griechenland           | 17.131  |
| 17                                                               | Varna             | Bulgarien              | 14.792  |
| 18                                                               | Burgas            | Bulgarien              | 14.427  |
| 19                                                               | Dublin            | Irland                 | 13.696  |
| 20                                                               | Funchal/Madeira   | Portugal               | 10.451  |
| 21                                                               | Monastir          | Tunesien               | 6.432   |
| 22                                                               | Faro              | Portugal               | 4.767   |
| 23                                                               | Djerba            | Tunesien               | 4.413   |
| 24                                                               | Chania/Kreta      | Griechenland           | 4.254   |
| 25                                                               | Enfidha/Hammamet  | Tunesien               | 3.566   |
| In dieser Statistik sind nur Starts enthalten. (Keine Landungen) |                   |                        |         |

| 1                                                                | Türkei                       | 264.024 |
| 2                                                                | Spanien                      | 229.248 |
| 3                                                                | Deutschland                  | 146.703 |
| 4                                                                | Ägypten                      | 138.436 |
| 5                                                                | Griechenland                 | 126.614 |
| 6                                                                | Österreich                   | 32.054  |
| 7                                                                | Bulgarien                    | 29.220  |
| 8                                                                | Vereinigtes Königreich       | 28.375  |
| 9                                                                | Portugal                     | 15.219  |
| 10                                                               | Tunesien                     | 14.411  |
| 11                                                               | Irland                       | 13.696  |
| 12                                                               | Vereinigte Arabische Emirate | 4.186   |
| 13                                                               | Ungarn                       | 1.423   |
| 14                                                               | Italien                      | 970     |
| 15                                                               | Kroatien                     | 641     |
| In dieser Statistik sind nur Starts enthalten. (Keine Landungen) |                              |         |

## Zwischenfälle
- Am 1. September 1975 verunfallte eine für die Charterverbindung Interflug-Flug 1107 genutzte Tupolew Tu-134 beim Landeanflug auf den Flughafen. Da die Piloten der aus Stuttgart kommenden Interflug-Maschine (Kennzeichen DM-SCD) die Mindestflughöhe unterschritten hatten, kollidierte das unterhalb des Gleitpfades fliegende Flugzeug in einer Höhe von 2 bis 3 Metern mit einem Antennenmast und schlug nach einer Drehung um die Längsachse etwa 1000 Meter vor der Landebahn auf dem Boden auf. Von den 34 Insassen kamen 24 Passagiere – hauptsächlich süddeutsche Geschäftsleute auf dem Weg zur Leipziger Messe – und drei Besatzungsmitglieder ums Leben.[80][81]

- Am 9. August 2013 fing während des Startvorgangs einer AN-12 der Ukraine Air Alliance eine Hilfsturbine Feuer. Während die Besatzung sich nach einem missglückten Löschversuch selbst retten konnte, brannte das Flugzeug komplett aus, die geladenen 49.000 Hühnerküken starben. Die Flughafenfeuerwehr erreichte erst vier Minuten nach Alarmierung den Einsatzort, da das konkrete Einsatzziel zunächst erfragt werden musste. Die Bundesstelle für Flugunfalluntersuchung spricht in ihrem Abschlussbericht Anfang 2017 von dieser Art der Alarmierung als „ungünstig“. 2015 erfolgte eine Umstellung des Alarmierungssystems.[82]

- Im Juli 2024 geriet ein DHL-Container im Frachtzentrum der Firma in Brand. Das aus dem Baltikum verschickte Paket mit einem Brandsatz sollte in der Luft zünden, was aufgrund einer Verspätung aber nicht zu Stande kam, so dass eine Katastrophe durch glückliche Umstände verhindert wurde. Der Generalbundesanwalt geht von einem gezielten russischen Sabotageakt aus.[83][84]